# Аджапсандали
Аджапсанда́ли (также аджапсандал; абх. аџьапсандал, азерб. əcəbsəndəl, арм. աջափսանդալ, груз. აჯაფსანდალი) — блюдо народов, проживающих на Кавказе и в Закавказье, а также в региональных кухнях некоторых тюркских народов (включая азербайджанцев). Обычно употребляется в качестве холодной закуски.
Есть версия (её придерживаются сторонники грузинского происхождения блюда), что аджапсандали изобрели горные пастухи: на костре опаливали баклажаны, а потом разминали эти овощи в пюре, вмешивая в него травы и острые специи, полученная паста (аджап) могла храниться достаточно продолжительное время; пастухи получали возможность обедать непосредственно во время движения со стадом.
Готовится из обязательных ингредиентов: баклажаны, помидоры, сладкий перец, репчатый лук, чеснок, пучок кинзы, базилик, растительное масло и соль, перец по вкусу. Иногда добавляются картофель и острый перец. Как правило, используются некрупные баклажаны, а все сопутствующие продукты берутся в свежем виде. Существуют несколько вариантов приготовления блюда, различия связаны, прежде всего, с порядком добавления ингредиентов. Так, в одном из классических рецептов первыми закладываются нарезанные (и предварительно отмоченные, чтобы избавиться от горечи) баклажаны. В других вариантах баклажаны могут, к примеру, добавляться на сковороду к обжаренным луку и чесноку или вообще готовиться отдельно (и потом добавляться к другим овощам).
Ближайшие европейские аналоги — овощное рагу (рататуй) и соте, в котором, однако, баклажаны могут не быть основным ингредиентом или отсутствовать вовсе, а также могут использоваться другие пряности. Тем не менее, данные блюда готовятся по-разному: аджапсандали традиционно готовится на открытом огне, в то время, как классическое исполнение овощного рагу базируется на приготовлении на сковороде (сотейнике) на небольшом количестве масла, иногда до полуготовности.